# 盧比揚齊
48°12′4″N 35°44′39″E / 48.20111°N 35.74417°E
盧比揚齊（烏克蘭語：Луб'янці），是烏克蘭的村落，位於該國中部第聶伯羅彼得羅夫斯克州，由瓦西利基夫卡區負責管轄，分別距離舍夫琴基夫西克0.5公里和伊萬尼夫斯凱1公里，2001年人口17。